# 小谷民菜
小谷 民菜（こたに たみな）は、日本の文学者（ドイツ文学）。学位は文学修士（旧東京都立大学・1990年）。静岡県立大学国際関係学部准教授・同大学院国際関係学研究科准教授。

## 来歴

### 生い立ち
三重大学に進学し、人文学部の文化学科にて学んだ。1987年3月、三重大学を卒業した。その後は東京都立大学 (1949-2011)（のちの首都大学東京）の大学院に進学し、人文科学研究科にて学んだ。1990年に、東京都立大学より文学修士の学位を取得した。1994年3月、東京都立大学大学院の博士課程を単位取得満期退学した。

### 研究者として
1994年4月、静岡県立大学に採用され、国際関係学部の講師に就任した。2004年4月には、静岡県立大学の国際関係学部にて助教授に昇任した。2007年4月、学校教育法の改正にともない、静岡県立大学の国際関係学部にて准教授に就任した。国際関係学部では、主として国際言語文化学科のヨーロッパ文化コースの講義を担当した。また、静岡県立大学では、大学院の国際関係学研究科の准教授も兼務した。国際関係学研究科では、主として比較文化専攻の講義を担当した。なお、静岡県立大学では、広域ヨーロッパ研究センターの研究員も兼務した。また、学習院大学においては、人文科学研究所の客員所員を務めた。

## 研究
専門は文学であり、特にドイツ文学などの分野を研究している。具体的には、ドイツの詩人であるハインリヒ・ハイネの作品に対する芸術評論などの研究を行っている。また、19世紀前半のフランスや19世紀後半のドイツにおいての、諷刺画と文学との関係性についても研究している。フランスの画家として諷刺画を多く遺したオノレ・ドーミエの専門書も翻訳している。また、学習院大学の人文科学研究所客員所員として、同大学の文学部教授である野村正人らとともに、フランス文学における諷刺についての共同研究にも従事した。そのほか、オーストリアの指揮者であるニコラウス・アーノンクールの専門書も翻訳している。また、モニュメントについて、その感性とのかかわりについても研究している。学術団体としては、日本独文学会、日本感性工学会などに所属している。

## 略歴
- 1987年 - 三重大学人文学部卒業。
- 1994年 - 東京都立大学 (1949-2011)大学院人文科学研究科博士課程単位取得満期退学。
- 1994年 - 静岡県立大学国際関係学部講師。
- 2004年 - 静岡県立大学国際関係学部助教授。
- 2007年 - 静岡県立大学国際関係学部准教授。

## 著作

### 共著
- 日本感性工学会感性社会学部会編『感性と社会――こころと技術の関係を問いなおす』論創社、2004年。ISBN 4846003078

### 翻訳
- ユルク・アルブレヒト著、小谷民菜訳『オノレ・ドーミエ』PARCO出版、1995年。ISBN 4891944218
- モーニカ・メルトル著、小谷民菜訳『ニコラウス・アーノンクール――未踏の領域への探求者』音楽之友社、2002年。ISBN 4276217369

## 関連人物
- ニコラウス・アーノンクール
- オノレ・ドーミエ
- ハインリヒ・ハイネ